# 王士麟
王士麟（？—？），浙江嘉興縣人，清朝政治人物。同进士出身。

## 生平
順治十八年（1661年），登進士。康熙八年（1669年）接替魏球任青浦县知县一职，康熙十一年（1672年）由李曦接任。